# Vento di ponente (serie televisiva)
Vento di ponente è una serie televisiva italiana del 2002, versione italiana del format olandese Westenwind. La serie, prodotta da Rai Fiction ed Endemol Italia, è divisa in 2 stagioni. La prima conta 13 episodi, mentre la seconda 18 episodi, della durata che varia da 100 a 110 minuti ciascuno.

## Trama
La serie narra le vicende di due famiglie genovesi, che detengono cantieri navali: i Ghiglione e i Decaro. La prima, guidata da Sebastiano Ghiglione, che è in crisi con sé stesso (causa lavoro e famiglia). L'altra guidata da Giacomo Decaro, insieme alle idee creative ed innovative del figlio Marco da sempre innamorato di Francesca Ghiglione. Tra i due nascerà un amore che sarà ostacolato da entrambe le famiglie e da vari personaggi marginali.
Negli anni '70, come racconterà un frate, la famiglia Ghiglione rimarrà coinvolta in un incendio a dei capannoni, voluto da contrabbandieri che si distinguevano con appellativi come "il lama" e "il prete". Ma qui vi perderanno la vita molti operai. Per non far cadere tutte le responsabilità sulla famiglia, il vecchio Sebastiano Ghiglione decide di sacrificarsi e facendo capire a tutti che è morto. In realtà, egli ha deciso di vivere la sua vita nel segno dell'ubbidienza e della povertà.

### Prima stagione
Ritornato dall'Oceano Indiano, Marco Decaro trova i cantieri di famiglia a rischio fallimento. Suo padre, Giacomo, è intenzionato a venderli nonostante i pareri negativi della famiglia.
I cantieri Ghiglione passano da Emma a Sebastiano, suo figlio, mentre il ruolo di direttore dei cantieri se lo contendono Guido Mandelli, abile ingegnere e promesso sposo a Francesca Ghiglione, e Paola Ghiglione, figlia di Sebastiano e di Sofia.

### Seconda stagione
A Genova, le cose sono cambiate: i Ghiglione, con Paola al comando dei cantieri, sono in crisi. Francesca è partita per gli States. Sebastiano si sta rifacendo una vita nuova, lontano dalla moglie, Sofia, che sta cadendo sempre più nella strada dell'alcool. Mentre i Decaro portano avanti i loro lavori, con l'intento di Marco di farli espandere. Ma a Genova è tempo di arrivi: da una parte il ritorno dell'ingegner Guido Mandelli, dall'Argentina, e da un lato la figura misteriosa di Alberto Cortesi, pronto a prendersi i cantieri Ghiglione e riuscirà a entrare nella loro vita con un progetto ambizioso di una petroliera.

## Episodi
| Stagione         | Episodi | Prima TV |
| ---------------- | ------- | -------- |
| Prima stagione   | 13      | 2002     |
| Seconda stagione | 18      | 2004     |

## Colonna sonora
La sigla iniziale della serie è la canzone Controvento della cantante Antonella Ruggiero.

## Distribuzione
La prima stagione, diretta da Gianni Lepre e Alberto Manni, è stata trasmessa dal 23 gennaio all'11 aprile 2002, in prima serata su Rai 2, mentre la seconda stagione, diretta da Alberto Manni e Ugo Fabrizio Giordani, è stata trasmessa nel 2004.